# Arthroleptis kutogundua
Arthroleptis kutogundua Blackburn, 2012 è un anfibio anuro, appartenente alla famiglia degli Artroleptidi.

## Etimologia
L'epiteto specifico è una parola swahili che significa «non scoperto», in riferimento al fatto che la specie non è stata riconosciuta come nuova dal raccoglitore, A. Loveridge, nel 1930.

## Distribuzione e habitat
È endemica della Tanzania. Si trova nella Regione di Mbeya.